# Allakaket
Allakaket è una città dell'Alaska situata nel Census Area di Yukon-Koyukuk, con una popolazione di 97 abitanti.

## Geografia fisica

### Territorio
Allakaket si trova sulla riva sud del fiume Koyukuk, a sud-ovest della sua confluenza con il fiume Alatna, a circa 310 km a nord di Fairbanks e 92 km da Hughes. È situato sul Circolo polare artico.

### Clima
L'area ha un clima continentale, con differenze di temperatura estreme. La temperatura massima media nei mesi di luglio è 21 °C. La temperatura media nel mese di gennaio è ben sotto lo zero con lunghi periodi anche a -40 °C. La più alta temperatura mai registrata è stata di 34 °C e la più bassa è stata di -59 °C. La precipitazione piovosa media annua è di 330 mm e nevica annualmente per 1.800 mm. Il fiume Koyukuk è libero dai ghiacci da giugno a ottobre.

## Storia e cultura
Molti nativi di lingua athabaska hanno vissuto da sempre nella zona. Vivevano in campi nomadi che si muovevano al cambio delle stagioni, seguendo la selvaggina e i pesci. Intorno al 1851 alcune famiglie si stabilirono nella zona. Il vecchio sito di Alatna era un tradizionale punto di incontro per gli eschimesi e le popolazioni di lingua athabaska. La prima missione sul fiume Koyukuk, la missione episcopale di San Giovanni nel Deserto (St. John's-in-the-Wilderness), fu fondata nel 1906. Nel 1925 fu creato l'ufficio postale e nel 1938 il nome della città variò in Allakaket, mentre il nome di Alatna fu assunto da una piccola comunità eschimese lungo il fiume. La prima scuola pubblica fu aperta nel 1957. Nel 1975 le comunità di Allakaket e Alatna furono riunite in una sola municipalità. Nel 1978 fu costruita una clinica e un aeroporto, nel 1979 una nuova scuola (la vecchia era stata distrutta da un'inondazione causata dal dislego nel 1964) e la strada della città.
Esistono due consigli cittadini distinti, per Allakaket e per Alatna, la prima a maggioranza athabaska, la seconda eschimese. La vendita, l'importazione e il possesso di bevande alcoliche sono vietate nella città..

## Servizi pubblici
La maggior parte delle strutture pubbliche sono state gravemente danneggiati dall'inondazione del fiume Koyukuk del 1994. È stata da poco completata il nuovo impianto fognario, mentre la nuova discarica e la strada di accesso sono in fase di costruzione. L'elettricità è fornita Alaska Power Company. Vi è una scuola e una clinica di primo soccorso.

## Economia e trasporti
Molti lavori sono part-time o stagionale come nel ramo costruzioni e nel servizio antincendio estivo. Piccole fonti di reddito vengono dalla caccia e dalla vendita di artigianato locale. Salmone, alce, l'orso, piccola selvaggina e bacche forniscono fonti di cibo molto importanti.
Allakaket non ha alcun collegamento stradale. Il trasporto fluviale è importante in estate, ma non vi è alcun accesso commerciale a causa di acque poco profonde. Di proprietà dello Stato, l'Aeroporto Allakaket ha una pista in ghiaia di 1200 m accessibile tutto l'anno. Le compagnie aeree Arctic Circle Air Service, Frontier Flying Service, Servant Air, Warbelow's Air Ventures e Wright Air Service offrono servizi passeggeri.